# Emiliano Chamorro Vargas
Emiliano Chamorro Vargas (ur. 11 maja 1871, zm. 26 lutego 1966) – nikaraguański dyplomata, generał i polityk zwany Lwem Nikaragui, stryj Diego Manuela Chamorro Bolañosa, który w latach 1921–1923 sprawował dzięki wpływom politycznym Emiliano funkcję prezydenta.

## Życiorys
Od 1893 organizator i uczestnik w wielu rewoltach przeciw władzy, m.in. jako przeciwnik reżimu generała José Santosa Zelayi. Od 1913 do 1916 i od 1921 do 1923 poseł w Waszyngtonie, w 1914 podpisał pakt Bryan-Chamorro umożliwiający Stanom Zjednoczonym budowę międzyoceanicznego kanału przez Nikaraguę w zamian za pomoc finansową (3 miliony dolarów). Od 1917 do 1921 i od stycznia do października 1926 prezydent Nikaragui z ramienia Partii Konserwatywnej, następnie na emigracji, od 1933 przywódca tej partii. Prowadził politykę proamerykańską. W 1950 kandydat w wyborach prezydenckich. Zawarł układ z dyktatorem Anastasio Somozą, który dawał konserwatystom udział we władzy, i współpracował z nim w opracowaniu nowej konstytucji. Dzięki przekupieniu opozycji pod wodzą Chamorro Somoza zapewnił sobie poparcie w wyborach prezydenckich po nieprzewidzianej śmierci Víctora Manuela Romána y Reyesa, konserwatyści zaś zyskali wpływ na rządy w państwie. Emiliano Chamorro popadł jednak w niełaskę, kiedy wziął udział w spisku na życie Somozy wspólnie z kostarykańskim przywódcą José Figueresem Ferrerem. Dyktator miał zostać porwany podczas jednego ze swoich późnych spotkań w ambasadzie USA, lecz Somoza udaremnił zamach, nakazując aresztowanie i skazywanie na śmierć jego uczestników. Emiliano Chamorro i Figueres uciekli wtedy do Kostaryki.